# Contes d'Agrabah

Contes d'Agrabah est une série de livres sur le thème d'Aladdin de Disney, écrits par Katherine Applegate, Fred Marvin, et Jose Cardona parue en 1995.

## Synopsis
- 1. A Gift from the Stars

Comment Jasmine a eu son tigre Rajah.
- 2. Monkeying Around

Abu est un petit singe appartenant à une riche femme. Mais il est terriblement seul... et s'enfuit. Alors qu'il vole de la nourriture au marché, Aladdin a un accrochage avec lui : Abu veut lui chaparder son butin. Lorsqu'Aladdin ramène Abu à sa propriétaire, il reçoit une énorme récompense. Mais en voyant le petit singe triste dans sa cage, il préfère s'enfuir avec lui en laissant la récompense derrière lui.
- 3. It's a small world after all

Pour son jeune anniversaire, Jasmine demande à son père de visiter le marché.
- 4. Prince for a Day

Aladdin, adolescent, sauve le jeune fils d'un marchand, coincé sous un chameau. Pour le remercier, le père l'invite à faire un vrai repas.
- 5. That Magical Feeling

Alors que son dix-huitième anniversaire approche, Jasmine reçoit un de ses nombreux prétendants...
- 6. Fame and Fortune

Aladdin dépanne son ami Adullah en le remplaçant dans son stand de voyance.
- 7. Ce Rêve Bleu

La rencontre d'Aladdin et Jasmine au marché dans le film original.

## Fiche technique
- Titre original : Tales from Agrabah
- Illustrations : Fred Marvin, Jose Cardona
- Scénario : Katherine A. Applegate
- Pages : 96 en tout
- Édition : Disney Books
- Dates de parution aux États-Unis : 15 septembre 1995

## Personnages
- Aladdin
- Jasmine
- Abu
- Sultan
- Rajah